# LOVE=UNLIMITED
『LOVE=UNLIMITED』（ラヴ・アンリミテッド）は、日本のシンガーソングライター・寺岡呼人の13枚目のオリジナルアルバム。2018年2月7日にユニバーサルシグマより発売された。

## 概要
通常盤のみの1形態で発売。前作『COLOR』以来約1年半ぶりとなるオリジナルアルバム。自身の50歳となる誕生日に発売された。アートディレクターは吉永裕介。
ボーナストラックとして、親交の深いMr.Childrenの桜井和寿をフィーチャリングした「秘密戦隊☆ゴジュウレンジャー feat. 桜井和寿」と、落語家の春風亭一之輔をフィーチャリングした「仕舞支度 feat. 春風亭一之輔」が収録されている。
ボーナストラックに参加した桜井は本作について「音楽家としての呼人くんが、どんな先人達の音を追いかけて育ってきたか、また時代の中でどんな音楽を奏で続けてきたか、そして今、どんなことを音に託し残したいと考えているのか、そんな『寺岡呼人の生い立ちと現在を記したフォトブック』」と評している。

## 収録曲
- 全作詞・作曲・編曲：寺岡呼人（#5, #11除く） / プロデュース：寺岡呼人

1. 僕は、君にもう一度恋をする [4:44]
2. サウンド・オブ・ミュージック [5:06]
3. バンドやろうぜ [4:35]
4. リライト [4:53]
5. パパのお弁当 [5:58]
  - 作詞：寺岡呼人 / 作曲：K / 編曲：寺岡呼人・K
6. 大人はEぜ! [4:58]
7. 愛ノウタ ～Love Unlimited～ [4:49]
8. 種まき人 [6:25]
9. 仕舞支度 [5:23]
ミュージック・ビデオが制作され、宇梶剛士が出演している。監督は小川直也。
10. 秘密戦隊☆ゴジュウレンジャー feat. 桜井和寿 (Bonus Track) [4:23]
12thアルバム『COLOR』収録曲のデュアルボーカルバージョン。桜井はこの曲が好きだと公言しており、本アルバム発売当日に開催されたイベント『寺岡呼人バースデーライブ50歳/50祭』でこの曲を桜井と寺岡2人で歌うことが決まったことからレコーディングが行われた[3]。
11. 仕舞支度 feat. 春風亭一之輔 (Bonus Track) [4:13]
  - 作詞：寺岡呼人・春風亭一之輔 / 作曲・編曲：寺岡呼人

サビ以外が春風亭一之輔による語りになっている。

## 参加ミュージシャン
- 桜井和寿 (Mr.Children)：Featuring Vocal (#10), Chorus (#10)
- 春風亭一之輔：Featuring 落語 (#11)
- 島村英二：Drums (#1, #9, #11)
- 林久悦：Drums (#2, #3, #6 - #8, #10), Chorus (#2, #3, #6, #7, #10)
- sugarbeans：Drums (#4, #5)
- 寺岡呼人：Bass (#1 - #3, #6 - #8, #10), Electric Guitar (#1 - #3, #6, #7, #10), Acoustic Guitar (#1, #2, #4, #7 - #9, #11), Keyboards (#10), Chorus (#10)
- 梅沢茂樹：Bass (#4, #5)
- 林由恭：Bass (#9, #11), Chorus (#2, #3, #6, #7, #10)
- 石成正人：Electric Guitar (#1, #2)
- 稲葉政裕：Electric Guitar Solo (#3, #6)
- 古川昌義：Electric Guitar (#4, #5)
- 稲葉喬之：Electric Guitar Solo (#6)
- オバタコウジ：Electric Guitar (#8)
- 大渡亮 (Do As Infinity)：Electric Guitar Solo (#10)
- ミトカツユキ：Keyboards (#1 - #5, #7 - #9, #11), Chorus (#1, #2, #7)
- 鈴木秋則：Keyboards (#10)
- 高田漣：Banjo & pedal steel Guitar (#9, #11)
- notch：Percussion (#1, #2, #7)
- 三沢またろう：Percussion (#5, #8)
- 鈴木圭：Tenor Saxophone (#4), Alto Flute (#4), Soprano Saxophone Solo (#4), Clarinet (#5), Bass Clarinet (#5), Flute (#5), Soprano Recorder (#9, #11)
- 中村未来：Chorus (#10)